# Argostemma denticulatum
Argostemma denticulatum är en måreväxtart som beskrevs av Henry Nicholas Ridley. Argostemma denticulatum ingår i släktet Argostemma och familjen måreväxter. Inga underarter finns listade i Catalogue of Life.